# Elsa Martinelli
Elsa Martinelli (Grosseto, 30 gennaio 1935 – Roma, 8 luglio 2017) è stata un'attrice e modella italiana.

## Biografia
Nata a Grosseto, si trasferì presto con la famiglia nella capitale. Studiò fino alla quinta elementare, poi si impiegò come commessa in un negozio di abbigliamento e fu cassiera in un paio di bar. Accompagnando la sorella più grande che lavorava come sarta, venne notata dallo stilista Vincenzo Ferdinandi che la fece esordire giovanissima su una passerella di alta moda. Molto apprezzata dallo stilista Roberto Capucci, venne da lui lanciata nel mondo del jet set. A Firenze venne notata da Eileen Ford e, sotto contratto con la Ford Models, si trasferì a New York divenendo un'indossatrice e fotomodella conosciuta in tutto il mondo. Negli anni cinquanta - appena ventenne - approdò a Hollywood per la prima volta con il film western Il cacciatore di indiani (1955) di André De Toth, accanto a Kirk Douglas, che la scelse personalmente dopo aver visto una sua foto su una rivista americana. Venne apprezzata subito anche dalla critica, grazie all'interpretazione nel film Donatella (1956) di Mario Monicelli, che la portò a vincere a soli ventun anni l'Orso d'argento per la migliore attrice al Festival di Berlino nel 1956.
Diventando negli anni un'icona di eleganza e di stile, lavorò con molti grandi registi in Italia, dove si fece notare nell'amaro La notte brava (1959), diretto da Mauro Bolognini e sceneggiato da Pier Paolo Pasolini, ma anche in Francia dove fu protagonista di Il sangue e la rosa (1960) di Roger Vadim e negli Stati Uniti d'America, essendo infatti una delle non molte attrici italiane ad aver lavorato con successo anche a Hollywood. Apparve al fianco di John Wayne in Hatari! (1962) di Howard Hawks, e accanto ad Anthony Perkins in Il processo (1962), diretto e sceneggiato da Orson Welles sulla base dell'omonimo romanzo di Franz Kafka.
Affiancò altri attori famosi, come Charlton Heston in Pranzo di Pasqua (1962) di Melville Shavelson, Robert Mitchum in Il grande safari (1963) di Phil Karlson, Elizabeth Taylor e Richard Burton in International Hotel (1963) di Anthony Asquith, Marcello Mastroianni e Ursula Andress in La decima vittima (1965) di Elio Petri. Negli anni successivi si distinse per le sue partecipazioni anche in Come imparai ad amare le donne (1966) di Luciano Salce, Sette volte donna (1967) di Vittorio De Sica e L'amica (1969) di Alberto Lattuada.
Dal 1970 cominciò a diradare l'attività cinematografica, dedicandosi maggiormente alla televisione - soprattutto in miniserie e telefilm di produzione italiana ed europea, presentando il Festival di Sanremo 1971 accanto a Carlo Giuffré - e posando nuda per l'edizione italiana di Playboy. Nel 1995 la casa editrice Rusconi pubblicò la sua autobiografia Sono come sono. Dalla dolce vita e ritorno. Dopo una lunga malattia, morì a Roma nella sua casa di via Flaminia l'8 luglio 2017. La camera ardente è stata allestita il 10 luglio presso la Casa del Cinema nei giardini di Villa Borghese, mentre i funerali si sono celebrati il giorno seguente presso la basilica di Santa Maria del Popolo.

## Nella cultura di massa
Viene ironicamente citata nel brano Jet Set da Rino Gaetano, contenuto nel suo ultimo album E io ci sto (1980).

## Vita privata
Sposata nel 1957 con il conte Franco Mancinelli Scotti di San Vito, ebbe una figlia, Cristiana, nata nel 1958 e divenuta attrice. Nel 1968 sposò in seconde nozze il fotografo e designer Willy Rizzo, dal quale divorziò nel 1978.

## Filmografia

### Cinema

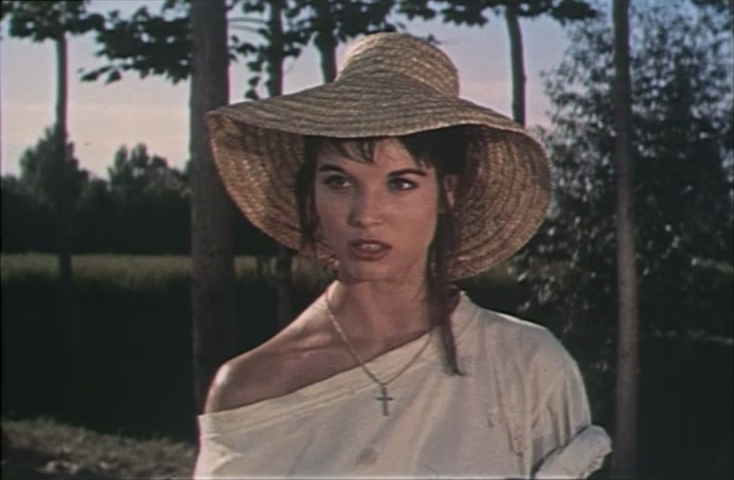
Elsa Martinelli in La risaia (1956)

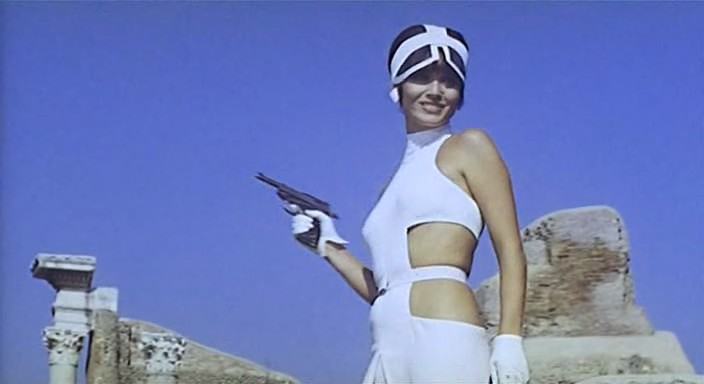
Elsa Martinelli in La decima vittima (1965)

- L'uomo e il diavolo (Le Rouge et le noir), regia di Claude Autant-Lara (1954) - non accreditata
- Se vincessi cento milioni, episodio "L'indossatrice", regia di Carlo Campogalliani e Carlo Moscovini (1954)
- La risaia, regia di Raffaello Matarazzo (1955)
- Il cacciatore di indiani (The Indian Fighter), regia di André De Toth (1955)
- Donatella, regia di Mario Monicelli (1956)
- Quattro ragazze in gamba (Four Girls In Town), regia di Jack Sher (1957)
- Manuela, regia di Guy Hamilton (1957)
- La mina, regia di Giuseppe Bennati (1957)
- I battellieri del Volga, regia di Viktor Turžanskij (1958)
- Ciao, ciao bambina! (Piove), regia di Sergio Grieco (1959)
- Tunisi top secret, regia di Bruno Paolinelli (1959)
- Costa Azzurra, regia di Vittorio Sala (1959)
- La notte brava, regia di Mauro Bolognini (1959)
- I piaceri del sabato notte, regia di Daniele D'Anza (1960)
- Il carro armato dell'8 settembre, regia di Gianni Puccini (1960)
- Un amore a Roma, regia di Dino Risi (1960)
- Il capitano del re (Le Capitan), regia di André Hunebelle (1960)
- Il sangue e la rosa (Et mourir de plasir), regia di Roger Vadim (1960)
- La minaccia (La menace), regia di Gérard Oury (1961)
- Hatari!, regia di Howard Hawks (1962)
- Pranzo di Pasqua (The Pidgeon That Took Rome), regia di Melville Shavelson (1962)
- Pelle viva, regia di Giuseppe Fina (1962)
- Il processo (Le procès), regia di Orson Welles (1963)
- International Hotel (The V.I.P.S.), regia di Anthony Asquith (1963)
- Il grande safari (Rampage), regia di Phil Karlson (1963)
- La calda pelle (De l'amour), regia di Jean Aurel (1964)
- L'or du duc, regia di Jacques Baratier (1965)
- Da New York: la mafia uccide! (Je vous salue Mafia!), regia di Raoul Lévy (1965)
- Le meravigliose avventure di Marco Polo (Lo scacchiere di Dio) (La fabuleuse aventure de Marco Polo), regia di Denys de La Patellière, Raoul Lévy e, co-regista, Noël Howard (1965)
- La decima vittima, regia di Elio Petri (1965)
- Allarme in 5 banche (Un milliard dans un biliard), regia di Nicolas Gessner (1966)
- Come imparai ad amare le donne, regia di Luciano Salce (1966)
- Dossier Marocco 7 (Maroc 7), regia di Gerry O'Hara (1967)
- Sette volte donna (Woman Times Seven), episodio "Super Simone", regia di Vittorio De Sica (1967)
- Qualcuno ha tradito, regia di Franco Prosperi (1967)
- L'amore attraverso i secoli, episodio "Les nuits romaines", regia di Mauro Bolognini (1967)
- Il mio corpo per un poker, regia di Lina Wertmüller e Pietro Cristofani (1968)
- Manon 70, regia di Jean Aurel (1968)
- Un dollaro per 7 vigliacchi, regia di Giorgio Gentili (1968)
- Se è martedì deve essere il Belgio (If It's Tuesday, This Must Be Belgium), regia di Mel Stuart (1969)
- Maldonne, regia di Sergio Gobbi (1969)
- Una sull'altra, regia di Lucio Fulci (1969)
- L'amica, regia di Alberto Lattuada (1969)
- Candy e il suo pazzo mondo (Candy), regia di Christian Marquand (1970)
- OSS 117 prend des vacances, regia di Pierre Kalfon (1970)
- Katmandu (Les Chemins de Katmandou), regia di André Cayatte (1970)
- L'araucana, massacro degli dei (La araucana), regia di Julio Coll (1971)
- L'ultima rapina a Parigi (La part des lions), regia di Jean Larriaga (1973)
- Il garofano rosso, regia di Luigi Faccini (1976)
- Sono un fenomeno paranormale, regia di Sergio Corbucci (1985)
- Pigmalione 88, regia di Flavio Mogherini (1988)
- Arrivederci Roma, cortometraggio, regia di Clive Donner (1990)
- Sette criminali e un bassotto (Once Upon A Crime), regia di Eugene Levy (1992)
- Cabiria, Priscilla e le altre, cortometraggio, regia di Fabrizio Celestini (1999)

### Televisione
- Gli inafferrabili (The Rogues) – serie TV, episodio 1x15 (1964)
- Il ritorno di Simon Templar (Return of the Saint) – serie TV, 1 episodio (1979)
- Astuzia per astuzia – miniserie TV, 2 episodi (1979)
- Atelier – miniserie TV, 8 episodi (1986-1987)
- A cavallo della fortuna (Alles Glück dieser Erde) – serie TV (1994)
- Il barone – miniserie TV (1995)
- Orgoglio – serie TV (2005)
- Un medico in famiglia 7 – serie TV (2011)

#### Pubblicità
Partecipò alla rubrica pubblicitaria televisiva Carosello pubblicizzando nel 1960, con Toni Ucci, le polveri frizzanti da tavola Alberoni e nel 1968, insieme a Totò Ruta, Felice Donà delle Trezze e Umberto Domina, le confezioni maschili della San Remo.

## Doppiatrici italiane
- Maria Pia Di Meo in Donatella, Costa azzurra, La risaia, Il cacciatore di indiani, La mina, Qualcuno ha tradito, Il processo, Il grande safari
- Rita Savagnone in La notte brava, La calda pelle, Un dollaro per 7 vigliacchi, Candy e il suo pazzo mondo, Il mio corpo per un poker
- Luisella Visconti in Ciao, ciao bambina
- Rosetta Calavetta in Un amore a Roma
- Jole Fierro in Pelle di serpente
- Valeria Valeri in Le meravigliose avventure di Marco Polo
- Vittoria Febbi in Come imparai ad amare le donne
- Paila Pavese in Sette volte donna
- Annarosa Garatti in Il sangue e la rosa (ridoppiaggio)[10]